# Specustawa
Specustawa – potoczne określenie ustaw regulujących w sposób szczególny konkretną dziedzinę, zwykle ze względu na nieefektywność regulacji ogólnych lub procesów administracyjnych w danym obszarze. Akt normatywny, który na pewien czas wyłącza obowiązywanie (stosowanie) obowiązujących przepisów. Uchwalana w takim samym trybie jak inne ustawy, lecz ma pierwszeństwo przed innymi ustawami. Np. na czas Euro 2012 w celu zwiększenia bezpieczeństwa.
Część wywłaszczeń dokonanych za pomocą specustaw została potem uznana za bezprawne w sądach, w innych przypadkach samorządy oraz GDDKiA z naruszeniem prawa odwlekają wypłacanie odszkodowań.
Przykładowe specustawy
- specustawa kolejowa – ustawa z dnia 28 marca 2003 r. o transporcie kolejowym (Dz.U. z 2021 r. poz. 1984)[7]
- specustawa drogowa – ustawa z dnia 10 kwietnia 2003 r. o szczególnych zasadach przygotowania i realizacji inwestycji w zakresie dróg publicznych (Dz.U. z 2024 r. poz. 311)[8]
- specustawa EURO 2012 – ustawa z dnia 7 września 2007 r. o przygotowaniu finałowego turnieju Mistrzostw Europy w Piłce Nożnej UEFA EURO 2012 (Dz.U. z 2020 r. poz. 2008)
- specustawa stoczniowa – ustawa z dnia 19 grudnia 2008 r. o postępowaniu kompensacyjnym w podmiotach o szczególnym znaczeniu dla polskiego przemysłu stoczniowego (Dz.U. z 2020 r. poz. 1696)
- specustawa lotniskowa – ustawa z dnia 12 lutego 2009 r. o szczególnych zasadach przygotowywania i realizacji inwestycji w zakresie lotnisk użytku publicznego (Dz.U. z 2024 r. poz. 1464)
- specustawa o gazoporcie – ustawa z dnia 24 kwietnia 2009 r. o inwestycjach w zakresie terminalu regazyfikacyjnego skroplonego gazu ziemnego w Świnoujściu (Dz.U. z 2024 r. poz. 1286)
- specustawa powodziowa – ustawa z dnia 16 września 2011 r. o szczególnych rozwiązaniach związanych z usuwaniem skutków powodzi (Dz.U. z 2024 r. poz. 654)
- specustawa przeciwpowodziowa – ustawa z dnia 8 lipca 2010 r. o szczególnych zasadach przygotowania inwestycji w zakresie budowli przeciwpowodziowych (Dz.U. z 2019 r. poz. 933)
- specustawa atomowa – ustawa z dnia 29 czerwca 2011 r. o przygotowaniu i realizacji inwestycji w zakresie obiektów energetyki jądrowej oraz inwestycji towarzyszących (Dz.U. z 2024 r. poz. 1410)
- specustawa przesyłowa – ustawa z dnia 5 sierpnia 2015 r. o przygotowaniu i realizacji strategicznych inwestycji w zakresie sieci przesyłowych (Dz.U. z 2024 r. poz. 1199)
- specustawa o NATO – ustawa z dnia 16 marca 2016 r. o szczególnych rozwiązaniach związanych z organizacją Szczytu Organizacji Traktatu Północnoatlantyckiego w Rzeczypospolitej Polskiej w Warszawie w 2016 roku (Dz.U. z 2016 r. poz. 379, ze zm.)
- specustawa o ŚDM – ustawa z dnia 18 marca 2016 r. o szczególnych rozwiązaniach związanych z organizacją wizyty Jego Świątobliwości Papieża Franciszka w Rzeczypospolitej Polskiej oraz Światowych Dni Młodzieży – Kraków 2016 (Dz.U. z 2017 r. poz. 685)
- specustawa w sprawie kanału przez Mierzeję Wiślaną – ustawa z dnia 24 lutego 2017 r. o inwestycjach w zakresie budowy drogi wodnej łączącej Zalew Wiślany z Zatoką Gdańską (Dz.U. z 2024 r. poz. 285)
- specustawa w sprawie budowy Centralnego Portu Komunikacyjnego – ustawa z dnia 10 maja 2018 r. o Centralnym Porcie Komunikacyjnym (Dz.U. z 2024 r. poz. 1747)
- specustawa mieszkaniowa – ustawa z dnia 5 lipca 2018 o ułatwieniach w przygotowaniu i realizacji inwestycji mieszkaniowych oraz inwestycji towarzyszących (Dz.U. z 2024 r. poz. 195)
- specustawa ws. zadłużenia gminy Ostrowice – ustawa z dnia 5 lipca 2018 r. o szczególnych rozwiązaniach dotyczących gminy Ostrowice w województwie zachodniopomorskim (Dz.U. z 2018 r. poz. 1432)
- specustawa koronawirusowa – ustawa z dnia 2 marca 2020 r. o szczególnych rozwiązaniach związanych z zapobieganiem, przeciwdziałaniem i zwalczaniem COVID-19, innych chorób zakaźnych oraz wywołanych nimi sytuacji kryzysowych (Dz.U. z 2025 r. poz. 764)[9]
- specustawa o pomocy obywatelom Ukrainy – ustawa z dnia 12 marca 2022 r. o pomocy obywatelom Ukrainy w związku z konfliktem zbrojnym na terytorium tego państwa (Dz.U. z 2024 r. poz. 167)